# Горельский лесхоз
Горельский лесхоз — посёлок в Тамбовском районе Тамбовской области России. 
Входит в Тулиновский сельсовет.

## География
Расположена в 15 км по прямой к северо-востоку от центра Тамбова, в 5 км к северо-западу от центра сельсовета, села Тулиновка.

## Население
| 2002 | 2010 |
| ---- | ---- |
| 370  | ↘346 |

Согласно результатам переписи 2002 года, в национальной структуре населения русские составляли 94 % от жителей.